# Team Aguri
Il Team Aguri Formula E Team è stato una squadra automobilistica attiva nel mondiale di Formula E.

## Storia

### Stagione 2014-2015
Per la prima stagione i piloti scelti sono António Félix da Costa e Katherine Legge ma nella prima gara di campionato Da Costa viene sostituito da Takuma Satō.
Inoltre per contenere i costi, la Formula E sceglie la Formula del Monomarca, quindi telaio e motore uguali per tutti. Ciononostante, le monoposto del team non sempre riescono a battagliare per le prime posizioni. Solo a Buenos Aires Da Costa riesce ad ottenere una fortunosa vittoria a seguito dei molti contatti e ritiri. A Punta del Este Legge, viene sostituita da Salvador Duran, che si dimostrerà in crescita prestazionale. Al termine della stagione il team è classificato in 7ª posizione con 66 punti.

### 2015-2016
Per il 2015-16 la Formula E sblocca lo sviluppo dei motori da parte dei team ma il Team decide di mantenere la fornitura dei motori dell'anno precedente.
Il 9 ottobre 2015 il Team annuncia António Félix da Costa quale primo pilota mentre la seconda guida sarà Nathanaël Berthon La vettura ovviamente non è all'altezza dei migliori ma entrambi i piloti riescono a prendere dei punti nelle prime 3 gare. Dopo la terza gara Berthon viene sostituito da Salvador Duran ma ne lui ne il portoghese concludono la gara. Il Team resta a secco di punti fino a Parigi, dove da Costa ottiene un 8º posto. Nel frattempo Duran viene sostituito da Ma Qinghua. A Londra da Costa ottiene il miglior risultato stagionale del team giungendo 5º in gara 2, mentre in gara 1 era giunto 6°. A fine campionato la squadra verrà venduta a degli investitori cinesi che la ribattezzeranno Techeetah.

## Risultati
| Anno    | Vettura               | Gomme | No. | Piloti                 | 1   | 2   | 3   | 4   | 5   | 6   | 7    | 8   | 9   | 10  | 11  | Punti | T.C. |
| ------- | --------------------- | ----- | --- | ---------------------- | --- | --- | --- | --- | --- | --- | ---- | --- | --- | --- | --- | ----- | ---- |
| 2014–15 | Spark-Renault SRT 01E | M     |     |                        | BEI | PUT | PDE | BNA | MIA | LBH | MON  | BER | MSC | LON | LON | 66    | 7º   |
| 2014–15 | Spark-Renault SRT 01E | M     | 55  | Takuma Satō            | Rit |     |     |     |     |     |      |     |     |     |     | 66    | 7º   |
| 2014–15 | Spark-Renault SRT 01E | M     | 55  | António Félix da Costa |     | 8   | Rit | 1   | 6   | 7   | 9    | 11  | 7   |     |     | 66    | 7º   |
| 2014–15 | Spark-Renault SRT 01E | M     | 55  | Sakon Yamamoto         |     |     |     |     |     |     |      |     |     | Rit | Rit | 66    | 7º   |
| 2014–15 | Spark-Renault SRT 01E | M     | 77  | Katherine Legge        | 15  | 15  |     |     |     |     |      |     |     |     |     | 66    | 7º   |
| 2014–15 | Spark-Renault SRT 01E | M     | 77  | Salvador Durán         |     |     | 16  | SQ  | 10  | Rit | Rit* | 16  | 6   | 17  | 8   | 66    | 7º   |
| 2015-16 | Spark-Renault SRT 01E | M     |     |                        | CHI | MAL | URU | ARG | MEX | USA | FRA  | GER | GBR | GBR |     | 32    | 8º   |
| 2015-16 | Spark-Renault SRT 01E | M     | 55  | António Félix da Costa | Rit | 6   | 6   | Rit | Rit | Rit | 8    |     | 6   | 5   |     | 32    | 8º   |
| 2015-16 | Spark-Renault SRT 01E | M     | 55  | René Rast              |     |     |     |     |     |     |      | Rit |     |     |     | 32    | 8º   |
| 2015-16 | Spark-Renault SRT 01E | M     | 77  | Nathanaël Berthon      | 8   | 15  | 14  |     |     |     |      |     |     |     |     | 32    | 8º   |
| 2015-16 | Spark-Renault SRT 01E | M     | 77  | Salvador Durán         |     |     |     | Rit | 15  | 14  |      |     |     |     |     | 32    | 8º   |
| 2015-16 | Spark-Renault SRT 01E | M     | 77  | Ma Qinghua             |     |     |     |     |     |     | Rit  | 14  | 13  | 12  |     | 32    | 8º   |